# Veiligheidsbril

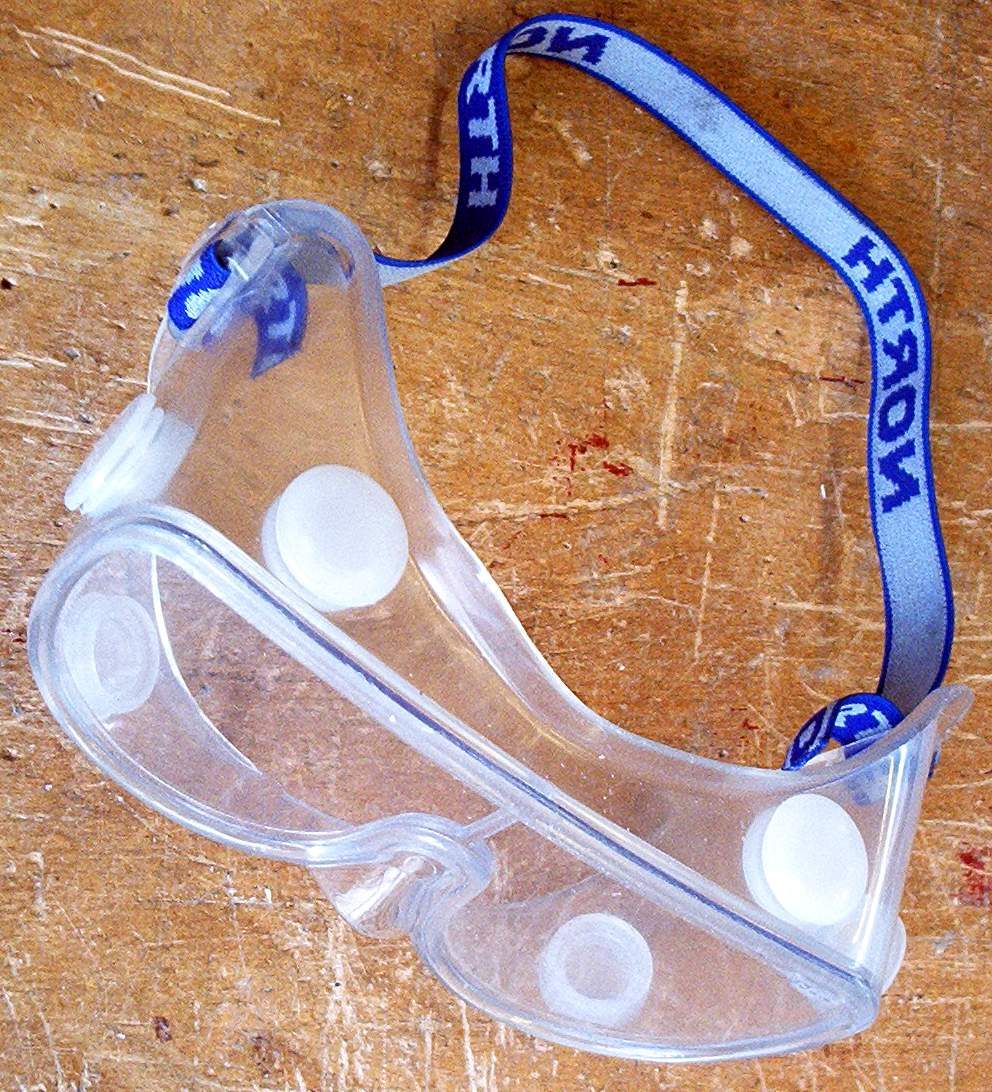
Moderne veiligheidsbril.

De veiligheidsbril dient ter bescherming van de ogen tegen afspattende en/of rondvliegende deeltjes van materialen. Deze bescherming moet er zijn voor:
- frontaal aankomende deeltjes
- van de zijkant aankomende deeltjes
- van onder aankomende deeltjes
- van boven aankomende deeltjes

De bril moet dan ook strak aansluiten, maar dient rondom voldoende binnenruimte te bieden, zodat ook brildragers hem kunnen gebruiken zonder de eigen bril af te zetten. Ook moet de "binnenruimte" geventileerd worden tegen het beslaan van het glas. Meestal wordt de bril met behulp van een elastische band vastgehouden op het hoofd.
Een stofbril is in feite een – soms wat lichter uitgevoerde – veiligheidsbril.
Het gebruik van veiligheidsbrillen is ingevolge landelijke wetgeving in veel situaties verplicht.

## Andere soorten veiligheidsbrillen

### Laboratoriumbril
Een laboratoriumbril is een soort veiligheidsbril die de ogen beschermt tegen spatten met gevaarlijke vloeistoffen, zoals zuren en basen, maar – afhankelijk van het soort werkzaamheden – ook bloed. Dit soort bril sluit echter minder precies aan op het gezicht dan de hiernaast afgebeelde veiligheidsbril. Een laboratoriumbril heeft veelal geen elastieken band, maar brede poten. Net als bij een klassieke veiligheidsbril is het mogelijk een gewone bril ter correctie van gezichtsafwijkingen onder de laboratoriumbril te dragen. Ook worden gewone brillen met grote glazen en met kleine flappen aan de zijkant naast het hoofd gebruikt als laboratoriumbril. Dit wordt vaak comfortabeler gevonden. Laboratoriumbrillen worden ook op scholen gebruikt in practicumlokalen voor scheikunde, waar door leerlingen ook vaak proefjes gedaan worden met gevaarlijke vloeistoffen.

### Lasbril
Een lasbril beschermt de ogen van lassers tegen ultravioletlicht dat bij het lassen van metalen vrijkomt en lasogen kan veroorzaken. Ook beschermt hij rondvliegende vonken en gloeiende metaalspetters. Een lasbril heeft extreem donkere glazen, zodat men buiten het eigenlijke laswerk weinig ziet. De lasbril kan meestal omhoog worden geklapt, zodat men niet de hele lasbril hoeft af te zetten om normaal te kunnen zien. De lasbril wordt gewoonlijk over een eventuele gewone correctiebril heen gedragen.

### Duikbril
Een duikbril biedt duikers de mogelijkheid om onder water de ogen open te houden, zonder dat er vuil in de ogen komt.

### Zonnebril
Een zonnebril is in feite ook een soort veiligheidsbril. Hij beschermt de ogen tegen overvloedig zonlicht. Een goede zonnebril beschermt ook tegen ultraviolet licht; goedkope zonnebrillen doen dit vaak niet of onvoldoende.

### Skibril
Een skibril doet hetzelfde als een zonnebril, maar in veel sterkere mate; hij beschermt ook beter tegen ultraviolet licht, dat door de witte sneeuw vrij sterk wordt weerkaatst en sneeuwblindheid (een soort lasogen) kan veroorzaken.

### Stofbril

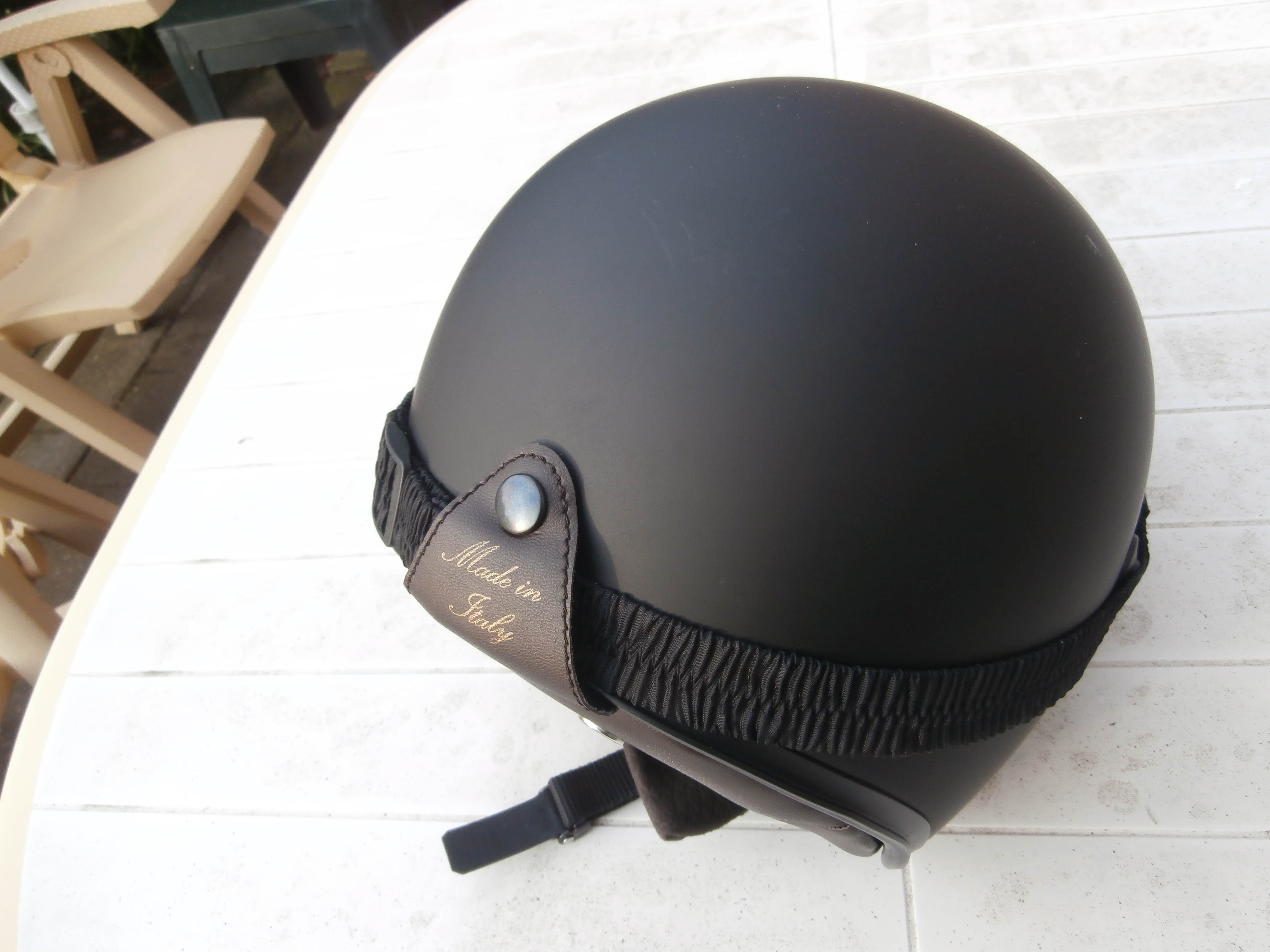
De lus op de helm is nodig om de stofbril op zijn plaats te houden

Een stofbril is een veiligheidsbril die voorkomt dat stof, water of zand in de ogen komt. Stofbrillen werden in het verleden gebruikt door auto- en motorcoureurs in combinatie met een pothelm of een jethelm. Na het verschijnen van de integraalhelm raakte de stofbril in onbruik. Tot in de jaren vijftig waren stofbrillen vaak van rubber gemaakt, later kregen ze een metalen montuur met een (skai)leren kussen.

### Algemeen
Sommige van de hierboven genoemde brilsoorten kunnen in beginsel ook van een correctie voorzien worden.